# NGC 6264
NGC 6264 est une galaxie spirale barrée relativement éloignée et située dans la constellation d'Hercule. Sa vitesse par rapport au fond diffus cosmologique est de 10 145 ± 2 km/s, ce qui correspond à une distance de Hubble de 149,6 ± 10,5 Mpc (∼488 millions d'al). NGC 6264 a été découverte par l'astronome allemand Albert Marth en 1864.
NGC 6264 est une galaxie active de type Seyfert 2. 
À ce jour, une mesure non basée sur le décalage vers le rouge (redshift) donne une distance d'environ 144,000 Mpc (∼470 millions d'al). Cette valeur est à l'intérieur des valeurs de la distance de Hubble.